# District de Kawakami

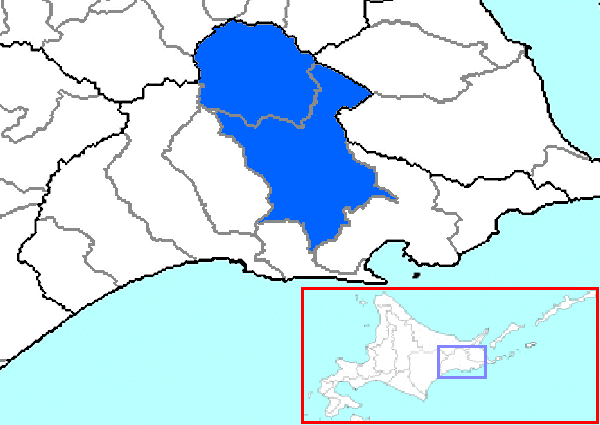
Emplacement du district de Kawakami dans la sous-préfecture de Kushiro.

Le district de Kawakami (川上郡, Kawakami-gun) est un district de la sous-préfecture de Kushiro sur l'île de Hokkaidō, au Japon.
En 2015, la population du district est estimée à 15 790 habitants pour une densité de 8,4 personnes par km². La superficie totale est de 1 873,7 km2.

## Bourgs du district
- Shibecha
- Teshikaga